# Suleiman al-Halabi
Suleiman al-Halabi (in arabo سليمان الحلبي‎?, Soleyman El-Halaby) (Aleppo, 1777 – Cairo, 17 giugno 1800) è stato un assassino curdo, che uccise il generale francese Jean-Baptiste Kléber, capo delle forze di occupazione francesi in Egitto. Fu prima torturato bruciando la mano fino all'osso e poi giustiziato per impalamento anale.

## Biografia

### Primi anni
Suleiman al-Halabi nacque nel 1777 ad Aleppo, in Siria, nel villaggio di Kukan, tra Aleppo e Afrin, da una famiglia curda chiamata Ous Qopar. Suo padre, un religioso islamico di nome Mohammad Amin, era un commerciante di burro e olio d'oliva.
Nel 1797, il padre lo mandò al Cairo, in Egitto, per studiare scienze islamiche all'università Al-Azhar. Si stabilì a Rowaq al-Showam, un dormitorio specializzato per gli studenti dell'università provenienti dai paesi di Al-Sham, dove ricevette l'istruzione e rimase con i colleghi di Al-Showam. Il rapporto con lo sceicco Ahmad Al-Sharkawi, uno dei professori, si era rafforzato a tal punto che a volte rimaneva a casa sua.

### La campagna d'Egitto
Lo sceicco Al-Sharkawi, che rifiutò di arrendersi all'invasione francese, prese parte allo scoppio della rivoluzione del Cairo contro gli occupanti infedeli il 19 ottobre 1798. Membro della resistenza islamica che lottava per liberare l'Egitto dagli invasori, era con lui quando l'esercito di Napoleone invase i territori di Al-Jeeza e poi Al-Mahrousa-Cairo. Dopo che lo sceicco venne impiccato dagli invasori, lasciò l'Egitto e tornò nel suo villaggio natale, dove incontrò Ahmad Agha, uno dei volontari dell'esercito di Ibrahim Bey. Ahmad gli disse che il governatore ottomano di Aleppo aveva multato in gran parte suo padre, ma gli promise di rimuovere la multa e gli disse di continuare il suo dovere jihadista islamico, così gli chiese di assassinare il generale Kléber, considerato il califfo di Napoleone.
Continuò a camminare fino a quando arrivò a Gerusalemme, pregò nella moschea al-Aqsa nel marzo 1800 e poi andò ad Al-Khalil, dove Ibrahim e i suoi uomini erano sulle montagne di Nablus. Dopo un soggiorno di venti giorni, andò a Gaza in aprile, dove Yassen Agha, che era uno dei seguaci di Ibrahim, gli diede ospitalità nella grande moschea. Consegnò a Yassen una lettera di Ahmad, che si trovava ad Aleppo, che conteneva un piano sull'uccisione di Kléber. Yassen gli diede quaranta pence per coprire le spese, in compagnia di una carovana di cammelli che trasportava sapone e tabacco in Egitto, e per acquistare un coltello da un negozio. Il viaggio da Gaza al Cairo durò sei giorni e lì si unì ancora una volta al gruppo di studenti dell'università, tra cui Muhammad, Abdullah e Se'id Abdul-Qadiri e Ahmad Al-Wali. Disse agli amici che insisteva per uccidere Kléber, oltre a dedicarsi alla Jihād islamica per liberare l'Egitto dagli invasori, ma non gli credevano molto.
Il 5 giugno, scrisse molte preghiere a Dio su un sacco di carta e le appese nel luogo specificato nella moschea. Poi si diresse a Birkat al-Azbakeya, dove Kléber soggiornava nel palazzo di Muḥammad Bey al-Alfī, usurpato da Napoleone per il soggiorno.

#### Assassinio, processo ed esecuzione

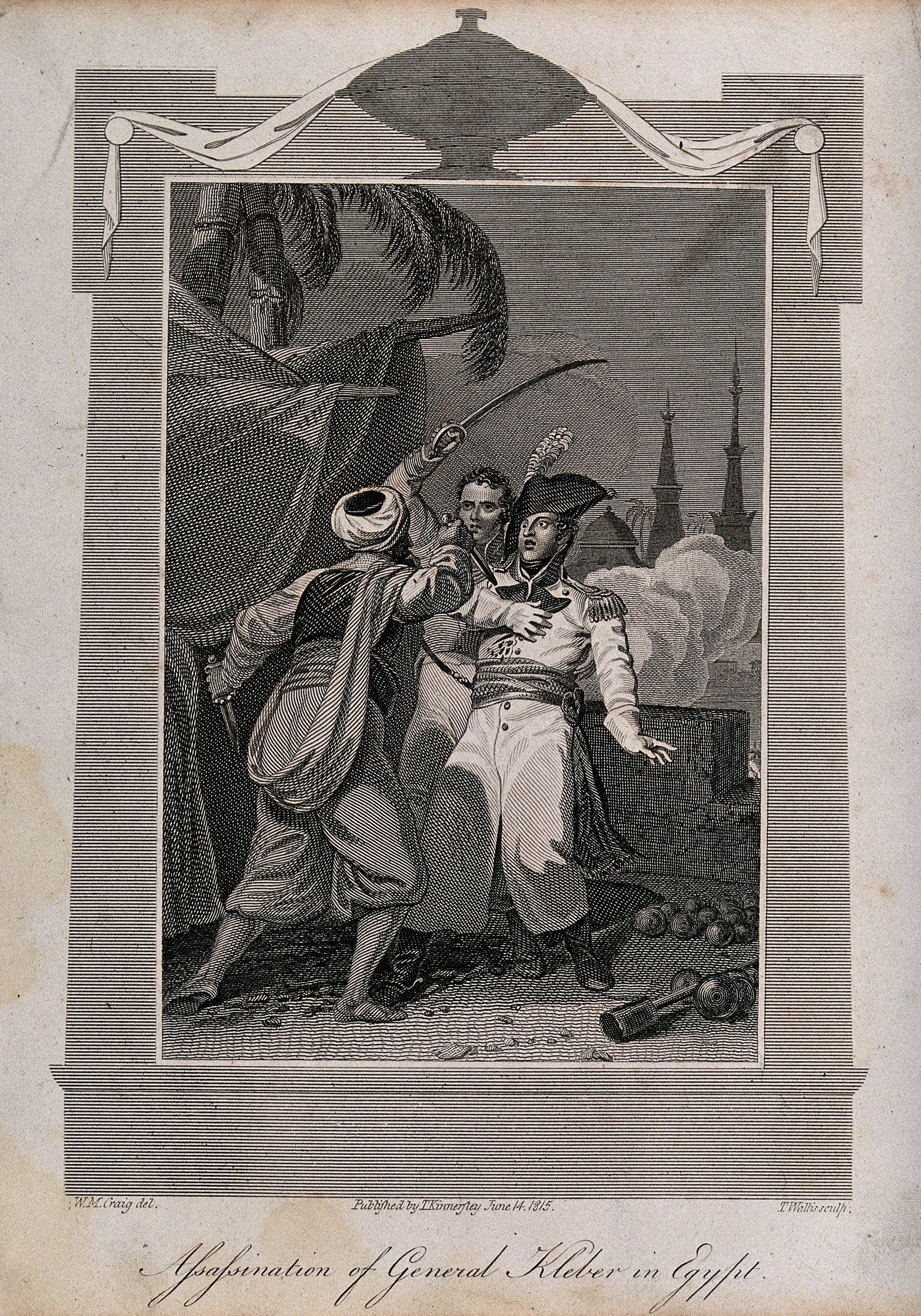
L'assassinio del generale Kléber

Il 14 giugno 1800, un sabato, lo stesso giorno in cui gli austriaci uccisero il generale Desaix a Marengo, il sicario si avvicinò alla casa di Kléber sotto le spoglie di un mendicante che cercava udienza. Quando Kléber allungò la mano affinché la baciasse in cambio di denaro, tirò violentemente il generale verso di lui e lo pugnalò quattro volte con uno stiletto acquistato a Gaza. Aveva 23 anni quando assassinò il comandante della campagna napoleonica sul suolo egiziano. L'ingegnere capo di Kléber cercò di difenderlo e venne pugnalato a sua volta, venendo ferito a morte e morendo qualche giorno dopo.
Si nascose in un parco vicino dove fu trovato dai soldati francesi, che lo perquisirono e trovarono il suo stiletto. Fu arrestato e torturato, il suo braccio destro bruciato fino alle ossa su un braciere ardente mentre negava qualsiasi relazione con lo sceicco Al-Sharkawi o con i movimenti di resistenza popolare. Fu processato dal consiglio di guerra francese e condannato a morte con impalamento anale, così come i suoi quattro complici.
Il 17 giugno, giorno del funerale di Kléber, ai complici venne tagliata la testa con una scimitarra prima che i loro corpi fossero bruciati davanti ai suoi occhi. Sulla collina, fu posto dal boia Barthèlemy su un bastone smussato che spingeva lentamente i suoi organi, trascinato giù dal suo peso, e vi rimase per quattro ore, recitando versi coranici per cercare di consolarsi, morendo con coraggio e senza lamentarsi. Il suo cadavere fu lasciato sul palo per diversi giorni, affinché gli uccelli predatori e gli animali selvatici ne mangiassero.

## Conseguenze

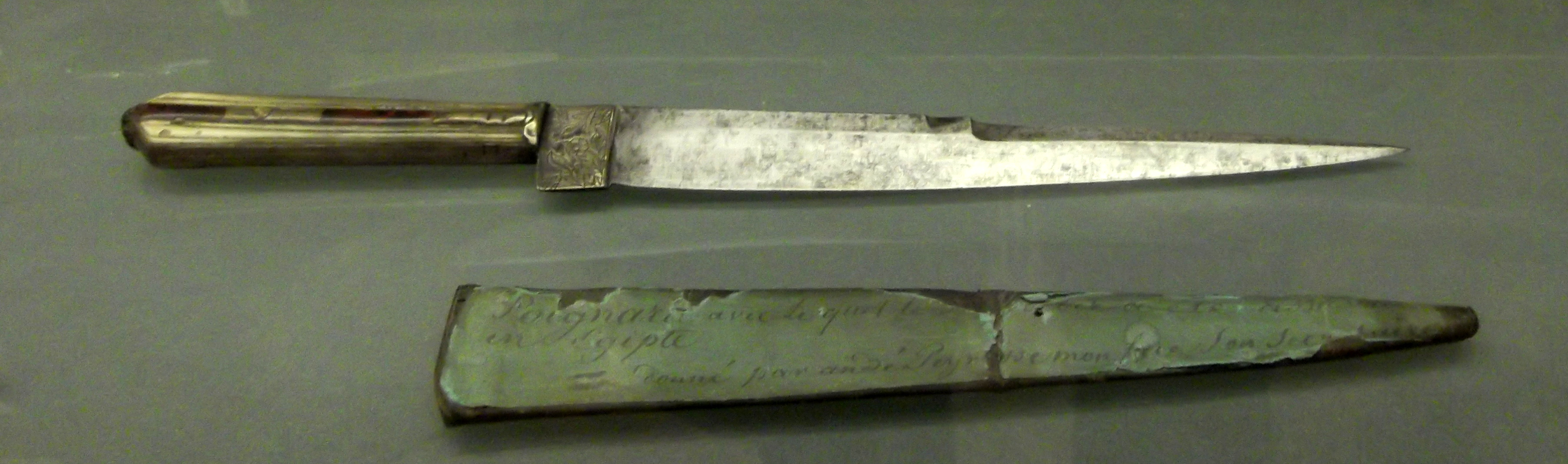
L'arma del delitto

La testa e lo stiletto di Suleiman Al-Halabi sono in mostra al Musée de l'Homme di Parigi.
Il drammaturgo egiziano Alfred Farag ha scritto un'opera teatrale araba, di carattere nazionalista, basata sull'assassinio del generale Kléber, Sulayman Al-Halabi, nel 1965. Nell'interpretazione di Farag, le motivazioni di Al-Halabi portano più a che fare con la rivolta popolare araba contro l'occupazione straniera, piuttosto che a un assassinio politico a scopo di guadagno.